# Ottavio Pastore
Ottavio Pastore (La Spezia, 15 luglio 1887 – Roma, 28 giugno 1965) è stato un giornalista e politico italiano. Tra i fondatori del Partito Comunista d'Italia, venne incarcerato dal regime fascista di Benito Mussolini. Pastore è stato il primo direttore de "l'Unità". È stato inoltre consigliere comunale e vicesindaco di La Spezia e senatore della Repubblica per le prime tre legislature.

## Biografia
Avvicinatosi sin da ragazzo agli ideali socialisti, nel 1902 entra nella Federazione dei Giovani Socialisti. Nel 1903 fonda e dirige il periodico "La nuova parola".
Nel 1912 si trasferisce a Torino e nel 1914 è eletto segretario della federazione torinese del Partito Socialista Italiano. Lo stesso anno, resosi vacante il seggio di Torino alla Camera dei deputati, si reca a Firenze per domandare a Gaetano Salvemini di accettare la candidatura come testimonianza della solidarietà degli operai del Nord verso i braccianti pugliesi. Il suo impegno per una pagina torinese dell'"Avanti!" vede i primi risultati nel 1915, per poi arrivare, il 5 dicembre del 1918, alla pubblicazione di un'edizione piemontese del quotidiano socialista, di cui Pastore è redattore capo. Tra i redattori Antonio Gramsci, Palmiro Togliatti, Alfonso Leonetti, Leo Galetto.
È incarcerato per la prima volta nel 1917, con altri dirigenti socialisti, per le sue posizioni intransigenti sulla guerra, in aperta polemica con l'ala riformista. Delegato al congresso socialista di Roma del 1918 continua un percorso che lo avvicina profondamente alla classe operaia, portandolo verso le posizioni del giornale L'Ordine Nuovo. Il 1º maggio 1919 è l'oratore ufficiale della manifestazione unitaria di socialisti, anarchici e democratici a La Spezia.
Nel 1921 al congresso di Livorno è tra i fondatori del Partito Comunista d'Italia.
Negli anni immediatamente successivi è attivo nella direzione del partito, occupandosi dell'organizzazione e della fondazione del quotidiano "l'Unità", di cui, nel 1924, è il primo direttore.
Celebre il suo duello del 1924 con Curzio Malaparte, in cui ebbe come padrino Francesco Buffoni, che all'epoca collaborava a "l'Unità" come giornalista.
Vicino alle posizioni di Angelo Tasca, non può partecipare al dibattito interno al partito perché ricercato dalla polizia. Arrestato nell'ottobre del 1926, è liberato sei mesi dopo, cominciando il periodo dei trasferimenti per sfuggire alle squadracce fasciste. È prima a Trieste, poi a Roma, a Milano ed infine in Francia.
Nel 1927 è condannato, in contumacia, a tre anni di carcere e tre di vigilanza speciale. Nel suo esilio in Francia si occupa di attività sindacale, lavorando alla Commissione della mano d'opera straniera. Nel 1928 passa dalla Francia a Bruxelles, dove collabora all'edizione del periodico antifascista "Il Riscatto" e scrive il saggio I sepolti vivi di Civitavecchia. Minacciato dalle spie dell'OVRA, che hanno la loro base a Casa Italia, oggi l'edificio che ospita il consolato d'Italia a Bruxelles, Pastore lascia la capitale belga per raggiungere Mosca, come delegato al sesto congresso dell'Internazionale Comunista.
Raggiunto dalla famiglia, la moglie Olga ed i figli Mirella e Giorgio, lavora nel Comintern e nell'Internazionale dei Sindacati Rossi, poi all’Istituto Agrario Internazionale ed alla Scuola Leninista, dove tiene i corsi sul Movimento Operaio in Italia. Con lo pseudonimo di Carlo Rossi scrive sulla Pravda, compiendo vari brevi viaggi in Francia ed in Belgio per mantenere i contatti con le comunità d'antifascisti fuoriusciti. Nel 1936 si reca a Barcellona, su incarico di Togliatti, per convincere Guido Picelli ad accettare il comando del 9º battaglione delle brigate internazionali, che verrà poi inglobato nel celebre battaglione Garibaldi della guerra di Spagna.
Le sue posizioni sul ruolo del partito e l'intervento verso i connazionali a Mosca, cui consiglia di non prendere la cittadinanza sovietica e mantenere quella italiana, suggeriscono a Togliatti di allontanarlo dall'Unione Sovietica. Nel 1938 rientra in Francia, dove dirige il periodico "La voce degli italiani", il giornale degli emigrati antifascisti di cui è caporedattore Emilio Sereni.
Allo scoppio della guerra riesce a sfuggire alla polizia francese e sopravvive lavorando come contabile. Nel 1943 è arrestato dai nazisti mentre cerca di passare la frontiera per unirsi alle forze della Resistenza e inviato in Italia per scontare la pena. Incarcerato a Vercelli, riesce ad evadere grazie ad uno stratagemma. Il fratello prende infatti contatto con la direzione del carcere e spiega che si tratta di un errore, poiché Ottavio Pastore è un amico di Benito Mussolini, di cui è stato caporedattore ai tempi dell'"Avanti!". Liberato in serata con molte scuse, riesce ad unirsi ai partigiani in Val di Susa prima che la direzione del carcere si accorga dell'errore.
Alla Liberazione, dopo aver fatto parte del CLN Alta Italia, Ottavio Pastore torna a Torino, dove lavora dapprima alla casa editrice Viglongo per poi tornare a "l'Unità", di cui è direttore della pagina torinese nel biennio 1947-1948. Il responsabile della pagina culturale è l'attore Raf Vallone, che definisce Pastore "il più indipendente dei dirigenti comunisti torinesi"'.
Eletto al Senato nella prima legislatura, fu il relatore di minoranza nell'esame parlamentare del disegno di legge di ratifica del trattato istitutivo della NATO.
Negli anni '50 la sua attività di giornalista militante lo portò a scrivere libri che plaudevano ai processi tenuti nell'Ungheria comunista contro gli arcivescovi Mindszenty e Grosz
Fu poi rieletto due volte, nel 1953 nella seconda legislatura e nel 1958 nella terza, prima di spegnersi a Roma il 28 giugno 1965.